# Wow (canção de Post Malone)
"Wow" (estilizada como "Wow.") é uma canção do rapper e cantor estadunidense Post Malone, gravada para seu terceiro álbum de estúdio Hollywood's Bleeding (2019). A canção foi escrita pelo próprio Malone, juntamente com Frank Dukes, Louis Bell e Billy Walsh, e produzida por Frank Dukes e Louis Bell. Foi lançada como o primeiro single do álbum através da Republic Records em 24 de dezembro de 2018.

## Posições nas tabelas musicais

### Tabelas semanais
| Tabela musical (2019)                             | Melhor posição |
| ------------------------------------------------- | -------------- |
| Alemanha (Offizielle Deutsche Charts)             | 16             |
| Austrália (ARIA)                                  | 2              |
| Áustria (Ö3 Austria Top 75)                       | 13             |
| Bélgica (Ultratop 50 da Valônia)                  | 46             |
| Bélgica (Ultratop 50 de Flandres)                 | 20             |
| Canadá (Canadian Hot 100)                         | 3              |
| Canadá (Billboard CHR/Top 40)                     | 5              |
| República Checa (Singles Digitál Top 100)         | 6              |
| Dinamarca (Hitlisten)                             | 2              |
| Escócia (Scottish Singles Chart)                  | 20             |
| Eslováquia (Singles Digitál Top 100)              | 2              |
| Espanha (PROMUSICAE)                              | 48             |
| Estados Unidos (Billboard Hot 100)                | 2              |
| Estados Unidos (Billboard Dance Club Songs)       | 42             |
| Estados Unidos (Billboard Dance/Mix Show Airplay) | 5              |
| Estados Unidos (Billboard R&B/Hip-Hop Songs)      | 1              |
| Estados Unidos (Billboard Mainstream Top 40)      | 1              |
| Estados Unidos (Billboard Rhythmic)               | 1              |
| Estônia (Eesti Tipp-40)                           | 2              |
| Finlândia (Suomen virallinen lista)               | 1              |
| França (SNEP)                                     | 75             |
| Grécia (IFPI)                                     | 2              |
| Hungria (Stream Top 40)                           | 2              |
| Irlanda (IRMA)                                    | 2              |
| Itália (FIMI)                                     | 15             |
| Letónia (LAIPA)                                   | 1              |
| Líbano (Lebanese Top 20)                          | 11             |
| Lituânia (AGATA)                                  | 1              |
| Malásia (RIM)                                     | 8              |
| México (Billboard Mexico Airplay)                 | 32             |
| Noruega (VG-lista)                                | 1              |
| Nova Zelândia (Recorded Music NZ)                 | 1              |
| Países Baixos (Single Top 100)                    | 21             |
| Portugal (AFP)                                    | 4              |
| Romênia (Romanian Top 100)                        | 68             |
| Reino Unido (UK Singles Chart)                    | 3              |
| Reino Unido (OCC UK R&B)                          | 1              |
| Singapura (RIAS)                                  | 12             |
| Suécia (Sverigetopplistan)                        | 2              |
| Suíça (Schweizer Hitparade)                       | 11             |